# (30798) Graubünden
(30798) Grisons, désignation internationale (30798) Graubünden, est un astéroïde de la ceinture principale.

## Description
(30798) Grisons est un astéroïde de la ceinture principale. Il fut découvert le 2 février 1989 à Tautenburg par Freimut Börngen. Il présente une orbite caractérisée par un demi-grand axe de 2,70 UA, une excentricité de 0,13 et une inclinaison de 7,8° par rapport à l'écliptique.
Il est nommé d'après le canton suisse des Grisons (en allemand Graubünden).

## Compléments